# Реакторски суд
Реакторски суд је, у нуклеарној електрани, суд под притиском, који садржи хлађење и језгро реактора.
Немају сви реактори реакторски суд. 
Деле се на:
- Лаководни реактор - реактор са водом под притиском и реактор са кључалом водом. Већина нуклеарних реактора данас су овог типа.
- Графитом модерован реактор - Чернобиљски тип реактора која има веома необичану конфигурације у односу на већину нуклеарних електрана у Русији и широм света.
- Гасом хлађени реактор - AGR, GCFR, HTGR. Пример је британски Магнок реактор.
- Тешководни реактор - Користе тешку воду, која је доста скупља од обичне лаке воде. Пример реактора са тешком водом је у Канади КАНДУ реактор.
- Течни метал за хлађење реактора - Коришћење течног метала, као што су натријум и легуре олово-бизмунта, може без проблема да охлади језгро реактора.
- Реактори хлађени растопљеним солима - Специјални органски хладиоци се могу користити у овом јединственом дизајну, као што MSBR тип реактора.

Од најчешће коришћених типова реактора, као што је реактора са судом где је вода под притиском реактор са водом под притиском је јединствен по томе што реакторски суд трпи значајно неутронско зрачење у току рада реактора, и могу постати ломљиви и крхки током времена.